# Rode heremietkolibrie
De rode heremietkolibrie (Phaethornis ruber) is een vogel uit de familie van de kolibries (Trochilidae). De wetenschappelijke naam van de soort werd in 1758 als Trochilus ruber gepubliceerd door Carl Linnaeus.

## Verspreiding en leefgebied
Deze soort komt wijdverspreid voor in Zuid-Amerika.
Er worden vier ondersoorten onderscheiden:
- P. r. ruber: van Suriname en Frans-Guyana via Brazilië tot zuidoostelijk Peru en noordelijk Bolivia.
- P. r. episcopus: centraal en oostelijk Venezuela, Guyana en noordwestelijk Brazilië.
- P. r. nigricinctus: oostelijk Colombia en zuidwestelijk Venezuela tot noordelijk Peru.
- P. r. longipennis: zuidelijk Peru.